# Fulvia Stevenin
Fulvia Stevenin (ur. 18 października 1965 w Ivrei) – włoska narciarka alpejska, złota medalistka mistrzostw świata juniorów.

## Kariera
Największy sukces na arenie międzynarodowej Fulvia Stevenin osiągnęła w 1983 roku, startując na mistrzostwach świata juniorów w Auron. Włoszka wywalczyła tam złoty medal w slalomie, wyprzedzając bezpośrednio Alexandrę Mařasovą z Czechosłowacji i Austriaczkę Idę Ladstätter. Na tej samej imprezie była także szósta w slalomie gigancie. W zawodach Pucharu Świata zadebiutowała w sezonie 1981/1982. Pierwsze punkty wywalczyła 17 grudnia 1982 roku Piancavallo, gdzie była dwunasta w slalomie. Kilkakrotnie punktowała, jednak nigdy nie stanęła na podium, ani nie uplasowała się w czołowej dziesiątce zawodów tego cyklu. Najlepsze wyniki osiągała w sezonie 1982/1983, kiedy w klasyfikacji generalnej zajęła 66. miejsce. W 1984 roku wystartowała w gigancie i slalomie na igrzyskach olimpijskich w Sarajewie, jednak obu konkurencji nie ukończyła. Trzykrotnie zdobywała mistrzostwo Włoch, w latach 1981, 1983 i 1985 zwyciężając w gigancie.

## Osiągnięcia

### Igrzyska olimpijskie
| Miejsce | Dzień     | Rok  | Miejscowość | Konkurencja | Czas biegu  | Strata | Zwyciężczyni     |
| ------- | --------- | ---- | ----------- | ----------- | ----------- | ------ | ---------------- |
| DNF     | 13 lutego | 1984 | Sarajewo    | Gigant      | 2:20,98 min | -      | Debbie Armstrong |
| DNF     | 17 lutego | 1984 | Sarajewo    | Slalom      | 1:36,47 min | -      | Paoletta Magoni  |

### Mistrzostwa świata juniorów
| Miejsce | Dzień   | Rok  | Miejscowość | Konkurencja | Czas biegu  | Strata  | Zwyciężczyni  |
| ------- | ------- | ---- | ----------- | ----------- | ----------- | ------- | ------------- |
| 6.      | 4 marca | 1983 | Sestriere   | Gigant      | 2:16,79 min | +2,28 s | Michaela Gerg |
| 1.      | 5 marca | 1983 | Sestriere   | Slalom      | 1:38,46 min | -       | -             |

### Puchar Świata

#### Miejsca w klasyfikacji generalnej
- sezon 1982/1983: 66.
- sezon 1984/1985: 75.
- sezon 1986/1987: 77.